# Hieronymus Bock
Hieronymus Bock, född 1498 och död 21 februari 1554, också känd under sitt latiniserade namn Hieronymus Tragus, var en tysk botaniker, läkare och luthersk präst. 
Han påbörjade omarbetningen av den medeltida systematiken inom botaniken till den moderna  vetenskapliga botaniken som ordnar växter i relation till varandra i sin örtebok, New Kreuterbuch (1539), vilken utkom i åtta upplagor. Den beskriver 567 olika växter, främst utifrån deras medicinska användning.
Auktorsnamnet H.Bock kan användas för Hieronymus Bock i samband med ett vetenskapligt namn inom botaniken; se Wikipediaartiklar som länkar till auktorsnamnet.